# Aritz Bagües
Aritz Bagües Kalparsoro (Rentería, 19 agosto 1989) è un ex ciclista su strada e dirigente sportivo spagnolo. Attivo in formazioni UCI dal 2011 al 2022, dal 2023 ricopre la carica di direttore sportivo del team Caja Rural-Seguros RGA.

## Palmarès
- 2014 (Gipuzkoa-Oreki, tre vittorie)

3ª tappa Vuelta Ciclista a León (Riello > Villablino)
5ª tappa Vuelta Ciclista a León (La Virgen del Camino > La Virgen del Camino)
Classifica generale Vuelta Ciclista a León

### Altri successi
- 2022 (Caja Rural - Seguros RGA)

Classifica scalatori Ronde de l'Oise

## Piazzamenti

### Grandi Giri
- Vuelta a España

2018: 78º
2019: 117º
2020: 91º
2021: 87º

### Classiche monumento
- Giro di Lombardia

2022: 91º